# نورمان شاني
نورمان شاني (بالإنجليزية: Norman Chaney)‏ هو ممثل أمريكي، ولد في 18 أكتوبر 1914 في بالتيمور في الولايات المتحدة، وتوفي بنفس المكان في 29 مايو 1936.

## أعمال

### أفلام
- (1930) معلم الحيوانات الأليفة

## وصلات خارجية
- نورمان شاني على موقع IMDb (الإنجليزية)
- نورمان شاني على موقع أول موفي (الإنجليزية)
- نورمان شاني على موقع قاعدة بيانات الأفلام السويدية (السويدية)
- نورمان شاني على موقع قاعدة بيانات الفيلم (الإنجليزية)